# Wylie (Texas, város)
Wylie város az USA Texas államában, Collin, Dallas és Rockwall megyében. Lakosainak száma 57 526 fő (2020. április 1.).

## Népesség
A település népességének változása:
| Lakosok száma | 15 132 | 41 427 | 57 526 |
|               | 2000   | 2010   | 2020   |